# Vermillion (Dacota do Sul)
Vermillion é uma cidade localizada no estado norte-americano da Dakota do Sul, no Condado de Clay.

## Geografia
De acordo com o United States Census Bureau, a cidade tem uma área de 10,4 km², onde todos os 10,4 km² estão cobertos por terra.

### Localidades na vizinhança
O diagrama seguinte representa as localidades num raio de 24 km ao redor de Vermillion.

## Demografia
Segundo o censo nacional de 2010, a sua população é de 10 571 habitantes e sua densidade populacional é de 1 012,8 hab/km². É a cidade mais densamente povoada da Dakota do Sul. Possui 4 043 residências, que resulta em uma densidade de 387,35 residências/km².